# کریستین گرونبو
کریستین گرونبو (دانمارکی: Christian Grønborg؛ زادهٔ ۲۹ ژوئن ۱۹۶۲) قایقران قایق بادبانی اهل دانمارک بود.